# Olden Polynice
Olden Polynice (Port-au-Prince, 21 november 1964) is een voormalig Haïtiaanse basketballer. Hij speelde op de center-positie.

## Carrière
Polynice speelde collegebasketbal voor de Universiteit van Virginia (Virginia Cavaliers). Hij ging het seizoen erop spelen als prof voor het Italiaanse Basket Rimini waar hij een seizoen doorbracht. In 1987 werd hij geselecteerd door de Chicago Bulls in de NBA-draft als 8e in de eerste ronde. Hij werd echter onmiddellijk geruild met de Seattle SuperSonics voor Scottie Pippen en enkele draftpicks, jaren later wordt dit gezien als een van de slechtste ruils ooit. Hij speelde voor de SuperSonics van 1987 tot 1991, in het seizoen 1990/91 werd hij geruild naar de Los Angeles Clippers voor Benoit Benjamin. Op 24 juni 1992 werd hij opnieuw geruild ditmaal naar de Detroit Pistons voor William Bedford en Don MacLean. Bij de Pistons speelde hij gedurende twee jaar. In 1993 ging hij gedurende 10 dagen op hongerstaking, om te blijven spelen at hij een beetje maar toen hij na 10 dagen flauwviel stopte hij het protest een dag later. Hij wilde ermee zijn steun betuigen aan zijn landgenoten die moesten leven in zeer slechte omstandigheden in kampen toen ze probeerden de Verenigde Staten te bereiken.
Op 20 februari 1994 werd hij door de Pistons geruild naar de Sacramento Kings voor Pete Chilcutt en enkele draftpicks. Bij de Kings was hij meerdere seizoen basisspeler en speelde bij hen tot in 1998 toen aan het eind van het seizoen zijn contract niet verlengd werd. In januari 1999 tekende hij als vrije speler bij de Seattle SuperSonics, in augustus van dat jaar werd zijn contract ontbonden. In dezelfde maand kreeg hij een contract bij de Utah Jazz, hij speelde het hele seizoen bij hen uit en speelde er tot in 2001. Hij maakte de overstap naar de Las Vegas Slam en speelde daarna nog voor Grand Rapids Hoops, Pennsylvania ValleyDawgs en Gary Steelheads. Hij kreeg in augustus van 2003 opnieuw een kans in de NBA bij de Los Angeles Clippers, zijn contract werd ontbonden eind februari. Hij speelde nauwelijks bij de Clippers maar was er actief als assistent-coach. Hierna ging hij spelen voor Long Beach Jam, Michigan Mayhem en Los Angeles Aftershock.
Bij deze laatste was hij ook actief als assistent-coach tijdens zijn periode daar. Nadat hij gestopt is met spelen is hij nog coach geweest van de Long Beach Breakers in 2007. Ook heeft hij gewerkt als tv-commentator. In 2010 was hij assistent-coach voor Manuel Dominguez High School. Sinds 2021 is hij de coach van de So Cal Moguls in The Basketball League.

## Statistieken

### Reguliere seizoen
| Seizoen  | Team                 | WG   | WS  | MPW  | 2P%  | 3P%   | FW%  | RPW  | APW | SPW | BPW | PPW  |
| -------- | -------------------- | ---- | --- | ---- | ---- | ----- | ---- | ---- | --- | --- | --- | ---- |
| 1987/88  | Seattle SuperSonics  | 82   | 0   | 13,2 | 46,5 | 0,0   | 63,9 | 4,0  | 0,4 | 0,4 | 0,3 | 4,1  |
| 1988/89  | Seattle SuperSonics  | 80   | 0   | 10,4 | 50,6 | 0,0   | 59,3 | 2,6  | 0,3 | 0,5 | 0,4 | 2,9  |
| 1989/90  | Seattle SuperSonics  | 79   | 7   | 13,7 | 54,0 | 50,0  | 47,5 | 3,8  | 0,2 | 0,3 | 0,3 | 4,6  |
| 1990/91  | Seattle SuperSonics  | 48   | 0   | 20,0 | 54,5 | 0,0   | 58,8 | 5,6  | 0,3 | 0,5 | 0,4 | 8,3  |
| 1990/91  | Los Angeles Clippers | 31   | 30  | 36,5 | 57,9 | –     | 57,2 | 9,1  | 0,8 | 0,5 | 0,4 | 12,3 |
| 1991/92  | Los Angeles Clippers | 76   | 65  | 24,1 | 51,9 | 0,0   | 62,2 | 7,1  | 0,6 | 0,6 | 0,3 | 8,1  |
| 1992/93  | Detroit Pistons      | 67   | 18  | 19,4 | 49,0 | 0,0   | 46,5 | 6,2  | 0,4 | 0,5 | 0,3 | 7,3  |
| 1993/94  | Detroit Pistons      | 37   | 36  | 36,5 | 54,7 | 0,0   | 45,7 | 12,3 | 0,6 | 0,6 | 1,0 | 13,1 |
| 1993/94  | Sacramento Kings     | 31   | 29  | 33,9 | 48,4 | 0,0   | 55,6 | 11,4 | 0,6 | 0,6 | 1,0 | 9,8  |
| 1994/95  | Sacramento Kings     | 81   | 81  | 31,3 | 54,4 | 100,0 | 63,9 | 9,0  | 0,8 | 0,6 | 0,6 | 10,8 |
| 1995/96  | Sacramento Kings     | 81   | 80  | 30,1 | 52,7 | 33,3  | 60,1 | 9,4  | 0,7 | 0,6 | 0,8 | 12,2 |
| 1996/97  | Sacramento Kings     | 82   | 82  | 35,3 | 45,7 | 0,0   | 56,2 | 9,4  | 2,2 | 0,6 | 1,0 | 12,5 |
| 1997/98  | Sacramento Kings     | 70   | 25  | 20,8 | 45,9 | 0,0   | 45,2 | 6,3  | 1,5 | 0,5 | 0,6 | 7,9  |
| 1998/99  | Seattle SuperSonics  | 48   | 47  | 30,9 | 47,2 | 100,0 | 30,9 | 8,9  | 0,9 | 0,4 | 0,6 | 7,7  |
| 1999/00  | Utah Jazz            | 82   | 79  | 22,2 | 51,0 | 50,0  | 31,1 | 5,5  | 0,5 | 0,4 | 1,0 | 5,3  |
| 2000/01  | Utah Jazz            | 81   | 79  | 20,0 | 49,6 | 0,0   | 26,2 | 4,7  | 0,4 | 0,3 | 1,0 | 5,3  |
| 2003/04  | Utah Jazz            | 2    | 0   | 6,0  | –    | –     | –    | 1,0  | 0,5 | 0,5 | 0,0 | 0,0  |
| Carrière | Carrière             | 1058 | 658 | 23,5 | 50,5 | 19,2  | 53,5 | 6,7  | 0,7 | 0,5 | 0,6 | 7,8  |

### Play-offs
| Seizoen  | Team                 | WG | WS | MPW  | 2P%  | 3P%   | FW%  | RPW  | APW | SPW | BPW | PPW  |
| -------- | -------------------- | -- | -- | ---- | ---- | ----- | ---- | ---- | --- | --- | --- | ---- |
| 1987/88  | Seattle SuperSonics  | 5  | 0  | 8,8  | 45,5 | –     | 0,0  | 1,6  | 0,0 | 0,6 | 0,0 | 2,0  |
| 1988/89  | Seattle SuperSonics  | 8  | 0  | 20,3 | 61,0 | –     | 53,8 | 7,8  | 0,1 | 0,8 | 0,5 | 7,1  |
| 1991/92  | Los Angeles Clippers | 5  | 0  | 12,6 | 58,3 | –     | 33,3 | 3,6  | 0,4 | 0,2 | 0,2 | 3,2  |
| 1995/96  | Sacramento Kings     | 4  | 4  | 35,3 | 52,2 | 100,0 | 66,7 | 12,0 | 0,8 | 0,3 | 1,8 | 13,8 |
| 1999/00  | Utah Jazz            | 10 | 10 | 26,0 | 53,8 | –     | 50,0 | 6,6  | 0,5 | 0,3 | 0,8 | 5,9  |
| 2000/01  | Utah Jazz            | 5  | 5  | 20,0 | 53,3 | 0,0   | 70,0 | 3,8  | 0,2 | 0,2 | 0,4 | 7,8  |
| Carrière | Carrière             | 37 | 19 | 20,8 | 54,7 | 50,0  | 54,3 | 6,0  | 0,3 | 0,4 | 0,6 | 6,4  |